# Bojan Jokič
Bojan Jokić, (nascut el 17 de maig de 1986 a Kranj) és un futbolista professional eslovè, que juga com a lateral esquerre a l'FC Ufa rus. També és internacional amb la seua selecció.

## Carrera
Va començar la seua trajectòria al seu país, on va aconseguir, fins i tot, un títol de Lliga amb el Gorica.

### FC Sochaux
El juny del 2007 va firmar un contracte de quatre anys amb el Sochaux, a l'equip francès va tenir dues primeres temporades molt prometedores. Abans de començar a perdre el protagonisme.

#### cessió al Chievo Verona
El 30 de gener de 2010 el FC Sochaux va cedir el lateral esquerre eslovè a l'AC Chievo Verona fins al juny de 2010.

### Chievo Verona
Després d'aquesta primer període cedit, l'estiu del 2010 va fitxar definitivament per l'equip italià, on s'assentaria com a titular en el lateral esquerre.

### Vila-real CF
El 4 de juliol es va fer oficial el seu fitxatge per l'equip groguet. Va arribar després de finalitzar el seu contracte amb el Chievo, va firmar per quatre anys. A l'equip de la Plana el jugador no va aconseguir un lloc com a titular, d'una banda per una lesió, i d'altra banda, per la indiscutible titularitat de Jaume Costa. Va debutar oficialment amb l'equip groguet en la setena jornada de la Lliga 2013-14, va jugar els 90 minuts contra el Betis.

#### cessió al Nottingham Forest
El 8 de gener de 2016, Jokić va ser cedit al Nottingham Forest per la resta de la temporada 2015-16.

## Trajectòria internacional
És jugador de la selecció de futbol d'Eslovènia. Va marcar el seu primer i únic gol oficial el 3 de març de 2010 en un partit amistós contra la selecció del Qatar. Amb aquesta selecció també ha jugat el Mundial de futbol de Sud-àfrica del 2010.

### Gols com a internacional
| # | Data       | Estadi                      | Oponent | Marcador | Resultat | Competició |
| - | ---------- | --------------------------- | ------- | -------- | -------- | ---------- |
| 1 | 03-03-2010 | Estadi Ljudski vrt, Maribor | Qatar   | 4–1      | 4–1      | Amistós    |

## Palmarès

### ND Gorica
- Lliga eslovena: 2005–06

- Finalista: Lliga eslovena 2006–07